# Aarhus Domkirke
Aarhus Domkirke (egentlig Sct. Clemens Kirke) beliggende ved Store Torv og Bispetorv i Aarhus Centrum er hovedkirke i Aarhus Stift. Kirken har omkring 1200 siddepladser, og bygningen, der er den længste og højeste kirkebygning i Danmark, er 93 meter lang. Tårnet er 96 meter højt, og det er dermed et af de højeste tårne i Danmark.

## Bygningshistorie

### De ældste tider
Den første kendte Aarhus-biskop, Reginbrand, nævnes i året 948. Han har uden tvivl haft en trækirke til rådighed i vikingebyen Ārōs (Aarhus). Man antager, at denne trækirke har ligget samme sted, hvor man engang i 1000-tallet opførte byens første domkirke i sten, nemlig stedet hvor den nuværende Vor Frue Kirke ligger i dag. Den i 1956 genfundne krypt under Vor Frue Kirke menes at være en rest af denne første domkirke i sten.

### Den romanske basilika
Byggeriet af den nuværende Aarhus Domkirke påbegyndtes i 1190'erne. Stedet lå dengang meget tæt på stranden ned til Aarhus-bugten. Ifølge traditionen var det på dette sted, at den lokale helgen, kongesønnen Niels den Hellige, blev begravet i et trækapel ved sin død i 1180. Men kort tid efter indledtes altså opførelsen af en ny kirke på stedet. Den blev udformet som en treskibet romansk basilika med to aldrig fuldførte tårne mod vest. De tværstillede korsarme var usædvanligt lange. Sideskibene stod i forbindelse med det meget højere midterskib ved seks rundbuede arkader. Koret var et komplekst bygværk med apsider, kortårne og korkapeller. Af alt dette er kun kapellerne i behold i dag, hvoraf sydkapellet er det smukkeste. Byggematerialet var munkesten, og det er et af de ældste teglstensbyggerier i Jylland. Den første bygherre var biskoppen Peder Vognsen, men byggeriet fortsatte under hans efterfølgere og man antager, at byggeriet i første omgang var afsluttet omkring år 1300. Den nye kirke, der lå ved havet, blev passende viet til de søfarendes skytshelgen Sankt Clemens.

### Den gotiske katedral
I år 1330 udbrød der brand i kirken, der ødelagde tagkonstruktionen. I hovedtræk stod kirken dog urørt som en romansk korsarmskirke indtil ca. år 1420, hvor man indledte en kraftig ombygning, der skulle gøre den til en gotisk katedral. I første omgang byggedes der nye kapeller mod vest, samt der lagdes fundamentet til et kraftigt vestvendt tårn. Senere i århundredet, under biskoppen Jens Iversen Lange, fik kirken så nogenlunde sit nuværende udseende. Koret blev fuldstændig ombygget til gotisk højkor i årene 1467-1471. Det blev fire fag langt, og er bygget i skibets fulde bredde. Det har et godt lysindfald, da det i alle fag, samt i den tresidige afslutning mod øst har høje gotiske vinduer. På korets sider ses to runde trappetårne, der alene har haft æstetiske formål. Cirka 1477 blev vesttårnet fuldført. Omtrent samtidig indbyggedes hvælvinger i skibet, mens korsarmenes og korsskæringens hvælvinger er fra engang i 1480'erne. Cirka 1480 var byggeriet afsluttet. På trods af en byggeperiode på over 300 år er resultatet meget helstøbt.

### Restaureringer
Domkirken blev man dog ved med at ændre på gennem tiderne. Arkitekten N. H. Rieman lod i 1700-tallet spirene på kirkens tårne udskifte med ganske morsomme løgkupler, som dog ikke just klædte bygningen. Andre forandringer skete også, hvorfor man i årene 1877-1882 foretog en gennemgribende og hårdhændet restaurering, der skulle forsøge at føre kirken tilbage til sit udseende fra ca. 1500. Først da de mere kompetente arkitekter Hack Kampmann og Mogens Clemmensen ledte de videre byggearbejder, fik kirken endelig sin gamle pragt tilbage. Det var under ledelse af sidstnævnte, at man i 1930'erne genopsatte de kamtakkede gavle på koret og korsarmene, samt byggede det høje spir på tårnet.

## Inventar

### Altertavlen
Kirkens altertavle er af høj kunstnerisk kvalitet. Den er den største af sin art i Danmark og er særdeles velbevaret. Den er fremstillet på Bernt Notkes værksted i Lübeck i sidste halvdel af 1470'erne (den er indviet 1479).
Det er en fløjaltertavle, der vendes tre gange i løbet af kirkeåret. Festsiden, som er den gyldne side, ses fra Julemorgen til Askeonsdag. Fastesiden er fremme fra Askeonsdag til Påskemorgen, hvor så festsiden atter bliver vist, indtil første søndag i Advent, hvor man vender den sidste side frem, Adventsiden. Den ses til og med Juleaften.
På festsiden ses apostelfigurer. Judas Thaddæus holder en posebog med bæreknude i sin højre hånd, Filip har en posebog med bæreknude hængende fra bæltet, og Thomas har en posebog, der ikke er forlænget i ryggen, hængende på sin højre arm. Matthæus har en bog hængende i en rem fra bæltet, der ikke kan kaldes en egentlig posebog.

### Prædikestolen
Kirkens prædikestol er dateret 1588. Den er et pragtfuldt renæssancearbejde, skåret i egetræ. Man har tilskrevet prædikestolen den nederlandske snedker Mikkel van Groningen, der boede i Hornslet, hvor han arbejdede for Rosenkrantz-slægten på Rosenholm.
Prædikestolens ni relieffer er hentet både i Det Gamle og Nye Testamente. Først ser man Syndefaldet, dernæst Marias bebudelse, Jesu fødsel, Jesu dåb og Indstiftelsen af nadveren. Yderligere følger Korsfæstelsen, Opstandelsen, Pinseunderet og til sidst Dommedag.

### Døbefonten
Døbefonten er ligesom altertavlen skænket af Jens Iversen Lange. Den er udført i Flensborg i 1481 af klokkestøberen Peter Hansen. Materialet er malm. Kummen bærer de fire evangelister, udformet som deres dyresymboler; Markus-løven, Matthæus-englen, Lukas-oksen og Johannes-ørnen. På selve kummen er der relieffer med forskellige hellige personer.

### Orglerne
Der findes tre orgler i Domkirken; Hovedorglet på 89 stemmer, et kororgel på 23 stemmer, samt et flytbart orgelpositiv på 4 stemmer.
Hovedorglet er oprindeligt bygget af Lambert Daniel Kastens i 1730, men ombygget og udvidet i flere omgange. De mest omfattende ombygninger fandt sted i 1876 af orgelbyggeren J. A. Demant, samt i 1927-29, 1958 og 1981-83 af orgelbyggeriet Frobenius. Orglet er med sine 89 stemmer Danmarks største kirkeorgel.

## Galleri
- Kirken fra nord.
- Indgangspartiet til kirken
- Kalkmaleri, Ærkeenglen Michael som sjælevejer, i Aarhus Domkirke
- Skt. Georg og dragen som kalkmaleri
- Domkirken set fra "Dokken"
- Kirkens tårn
- Domkirkens grundplan (1873)
- Christen Købke,Parti i Århus Domkirke, 1830, Statens Museum for Kunst
- Interiør fra Århus Domkirke malet i 1833 af Peter Holm, der var organist ved Vor Frue Kirke.

## Eksterne kilder og henvisninger
- Wikimedia Commons har flere filer relateret til Aarhus Domkirke
- Domkirkens hjemmeside
- Århus Domkirke hos denstoredanske.dk
- Århus Domkirke hos danmarkskirker.natmus.dk (Danmarks Kirker, Nationalmuseet)
- Forsvundne kirker i Århus hos danmarkskirker.natmus.dk (Danmarks Kirker, Nationalmuseet)